# Pražská diecéze Církve československé husitské
Pražská diecéze Církve československé husitské je jedna z šesti diecézí Církve československé husitské, působících na území České a Slovenské republiky. Vznikala v letech 1921–1923 jako Západočeská diecéze CČS, současný název je oficiálně užíván od roku 1946. Pražskou diecézi tvoří 8 vikariátů se 107 náboženskými obcemi, biskup a diecézní rada sídlí na adrese V Tišině 3, 160 00 Praha 6. 

## Seznam biskupů
První dva biskupové dr. K. Farský a dr. G. A. Procházka byli zároveň patriarchy CČS(H). V roce 1946 došlo usnesením církevního sněmu jako nejvyššího zákonodárného orgánu církve k oddělení služby patriarchy a pražského biskupa. V době, kdy biskup zemřel, nebo skončilo jeho funkční období a nemohl být zvolen nový biskup, vedl diecézi dočasně tzv. správce diecéze zvolený diecézní radou.
- Karel Farský (1923–1927), biskup západočeský
- Gustav Adolf Procházka (1928–1942), biskup západočeský 
  - Jan Lomoz (správce; 1942–1944)
  - Bohumír Cigánek (správce; červenec–srpen 1944)
  - Ferdinand Stibor (správce; 1944–1945)
  - František Kovář (správce; 1945–1946)
- Miroslav Novák (1946–1961)
- Josef Kupka (1962–1982)
- Miroslav Durchánek (1982–1988)
  - František Slavík (správce; 1988-1989)
- René Hradský (1989–1999)
- Karel Bican (1999–2007)
  - Jan Hradil (správce; 2007-2008)
- David Tonzar (2008–dosud)

## Vikariáty a náboženské obce

### Vikariát Benešov
• Benešov u Prahy • Čerčany • Mnichovice • Netvořice • Neveklov • Říčany • Sázava • Sedlčany • Týnec nad Sázavou • Vlašim • Votice

### Vikariát Beroun
• Beroun • Hostomice pod Brdy • Kněževes • Křivoklát • Lužná • Mníšek pod Brdy • Nové Strašecí • Panoší Újezd • Příbram VI-Březové Hory • Rakovník • Rudná u Prahy • Tmaň • Zdice • Žebrák

### Vikariát Kolín
• Benátky nad Jizerou • Čachovice • Kolín III • Kostelní Lhota • Kouřim • Kutná Hora • Městec Králové • Mladá Boleslav • Nymburk • Plaňany • Poděbrady • Přerov nad Labem • Stříbrná Skalice • Uhlířské Janovice • Zásmuky

### Vikariát Louny
• Bílina • Cítoliby • Chomutov • Chožov • Kadaň • Litvínov • Louny • Most *  Peruc • Podbořany • Radonice nad Ohří • Solany • Žatec

### Vikariát Praha-město-východ
• Praha 10-Hostivař-Háje • Praha 10-Vinohrady • Praha 10-Vršovice • Praha 12-Modřany • Praha 2-Nové Město • Praha 2-Vyšehrad • Praha 3-Žižkov • Praha 4-Braník • Praha 4-Krč • Praha 4-Michle • Praha 4-Nusle • Praha 4-Podolí • Praha 4-Spořilov • Praha-Radotín • Praha-Zbraslav

### Vikariát Praha-město-západ
• Praha 1-Malá Strana • Praha 1-Staré Město • Praha 10-Strašnice • Praha 5-Košíře • Praha 5-Smíchov • Praha 6-Břevnov • Praha 6-Dejvice • Praha 6-Vokovice • Praha 7-Holešovice • Praha 8-Karlín • Praha 8-Kobylisy • Praha 8-Libeň • Praha 9-Hloubětín • Praha 9-Vysočany • Praha-Horní Počernice

### Vikariát Praha-venkov
• Brandýs nad Labem • Čelákovice • Hostivice • Jílové u Prahy • Kladno • Kralupy nad Vltavou • Mělník 1 • Nesvačily • Roztoky u Prahy • Řevnice • Slaný • Tuchoměřice II • Úvaly

### Vikariát Ústí nad Labem
• Bohušovice nad Ohří • Děčín • Duchcov • Libochovice • Litoměřice • Lovosice • Roudnice nad Labem • Teplice 1 • Ústí nad Labem • Ústí nad Labem-Střekov • Vetlá